# Ulica Radosna w Katowicach
Ulica Radosna w Katowicach – ulica w Katowicach, położona na terenie dzielnicy Giszowiec. Biegnie ona równoleżnikowo przez zabytkowe osiedle patronackie Giszowiec i łączy się od zachodu z ulicą Batalionów Chłopskich jako jej przedłużenie, natomiast od wschodu z ulicami: Miłą i Przyjazną. Powstała ona wraz z budową osiedla w latach 1907–1910. Długość ulicy wynosi 368 m, a jej powierzchnia 2832 m². Wzdłuż ulicy znajdują się budynki wpisane do rejestru zabytków, a także kilka instytucji i placówek usługowych.

## Opis i dane techniczne

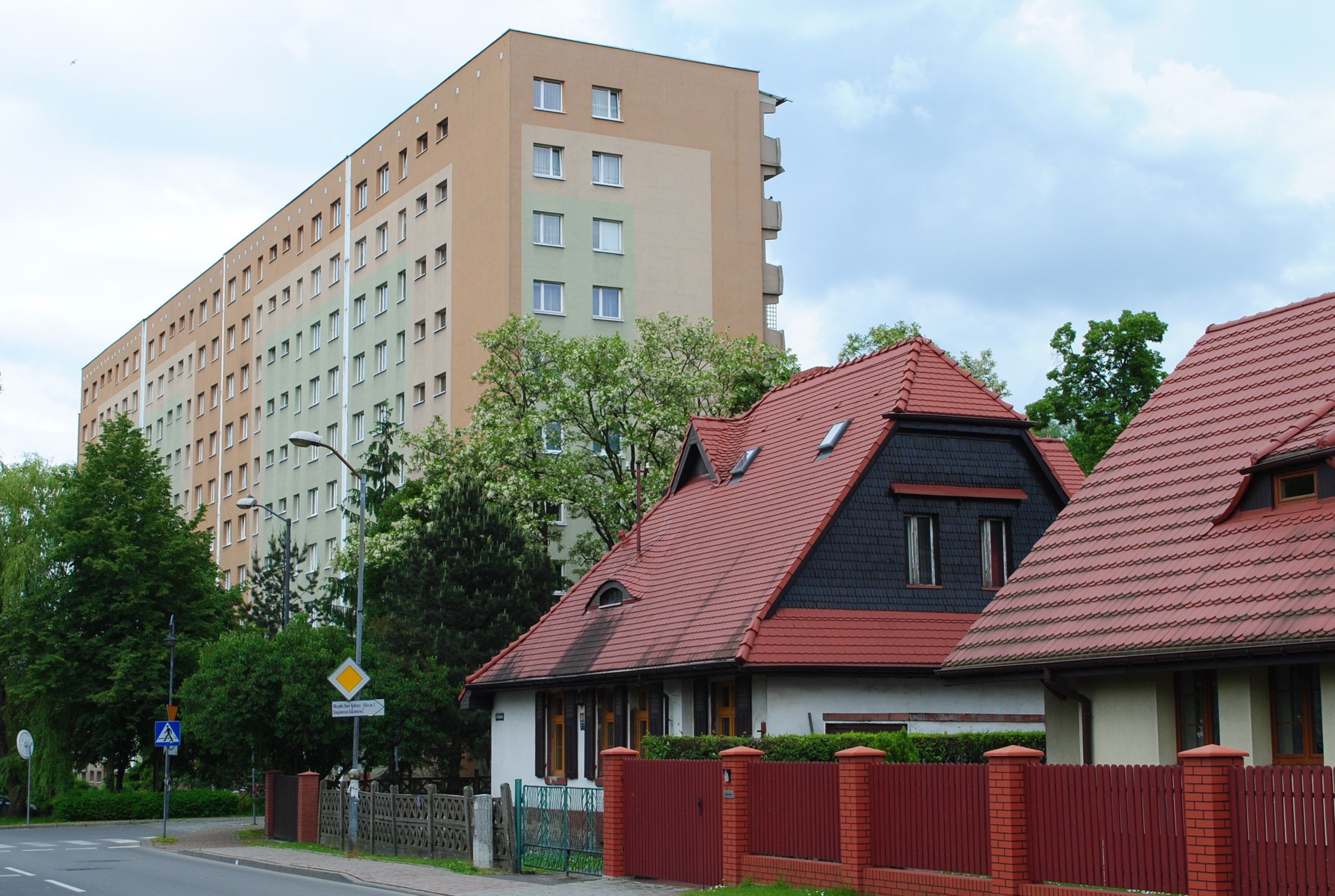
Fragment zabudowy przy ulicy Radosnej; w tle powojenny blok przy ulicy Gościnnej

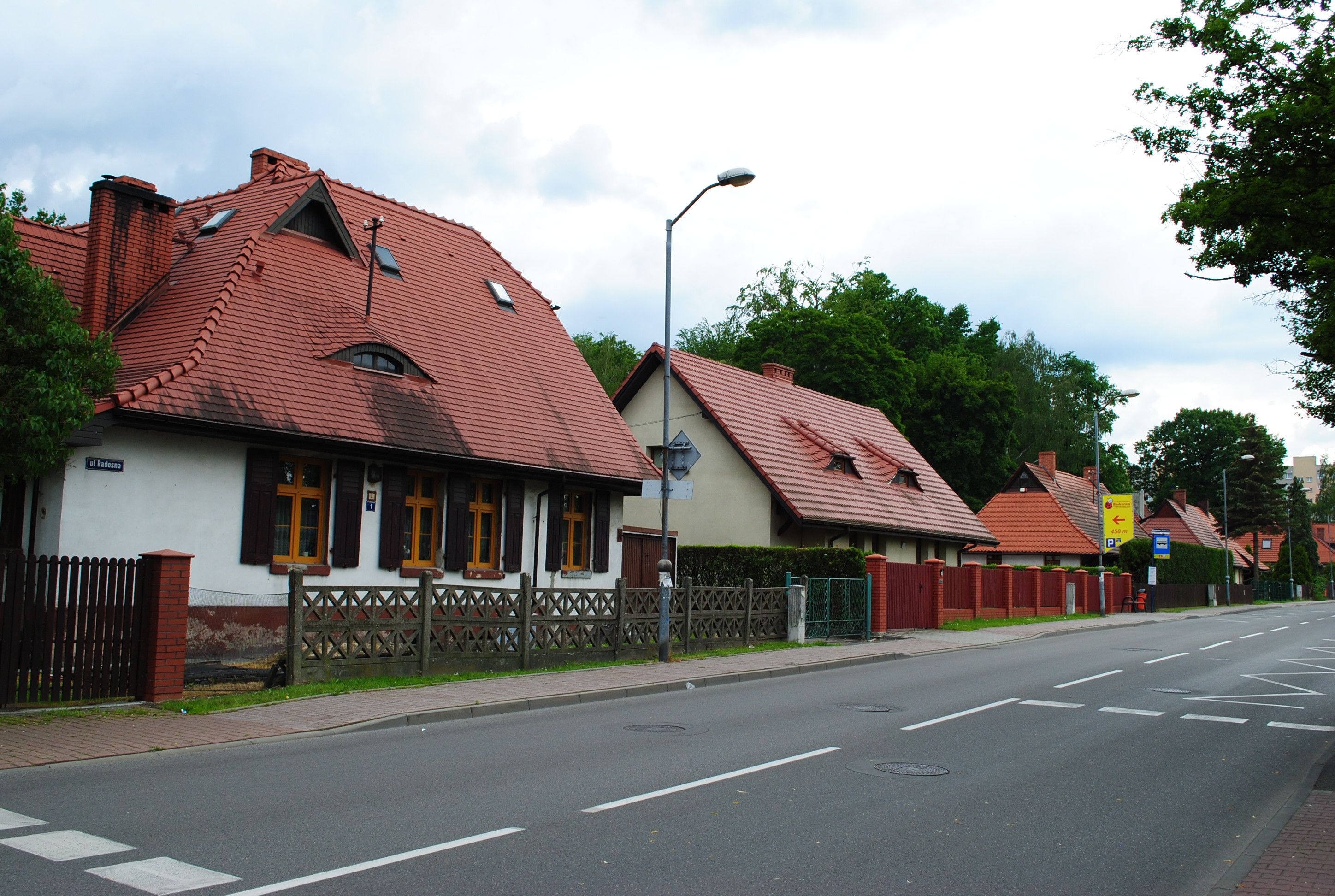
Zabytkowa zabudowa ulicy Radosnej na wysokości ulicy Gościnnej

Ulica Radosna przebiega przez teren katowickiej dzielnicy Giszowiec na całej swojej długości. Jest to droga gminna o klasie drogi lokalnej. Długość ulicy Radosnej wynosi 368 m, a jej powierzchnia 2832 m². Jest ona w administracji Miejskiego Zarządu Ulic i Mostów w Katowicach. Numeracja domów przy ulicy Radosnej zaczyna się od strony wschodniej przy skrzyżowaniu z ulicami: Miłą i Przyjazną. Ulica Radosna od skrzyżowania kieruje się w stronę zachodnią i na najbliższym skrzyżowaniu z obydwu stron przecina ulicę Gościnną. Dalej, na wysokości gmachu dawnej pralni i łaźni oraz budynku kantyny znajduje się jedyny przy ulicy przystanek transportu miejskiego Giszowiec Radosna. Za przystankiem kieruje się dalej prosto do ulicy Batalionów Chłopskich, która jest przedłużeniem ulicy Radosnej na wysokości zakrętu.
W systemie TERYT ulica widnieje pod numerem 18322. Kod pocztowy dla adresów parzystych 2-10 i nieparzystych 1-25 to 40-471, natomiast dla numerów parzystych 12 do końca i nieparzystych 27 do końca to 40-472. Wierni rzymskokatoliccy mieszkający przy ulicy Radosnej przynależą do parafii św. Barbary
Ulica ta na wysokości ulicy Gościnnej przecina zielony szlak turystyczny – Szlak Dwudziestopięciolecia PTTK.
Ulicą kursują autobusy miejskiego transportu zbiorowego na zlecenie Zarządu Transportu Metropolitalnego (ZTM). W ciągu ulicy zlokalizowany jest jeden, dwustanowiskowy przystanek – Giszowiec Radosna. Według stanu z połowy grudnia 2020 roku, z obydwu przystanków odjeżdżają następujące linie: 30, 72, 108, 223, 292, 672N, 674 (w kierunku zachodnim), 695 i 920. Linie te łączą bezpośrednio z większością dzielnic Katowic, a także z ościennymi miastami, w tym z Mikołowem, Mysłowicami i Siemianowicami Śląskimi.
Wzdłuż ulicy, według stanu z połowy grudnia 2020 roku, zlokalizowane są następujące instytucje oraz placówki: restauracja, hala sportowa dla Zapaśniczego Klubu Sportowego Tytan 92 i siedziba XVI Szczepu Harcerskiego Związku Harcerstwa Polskiego.

## Historia

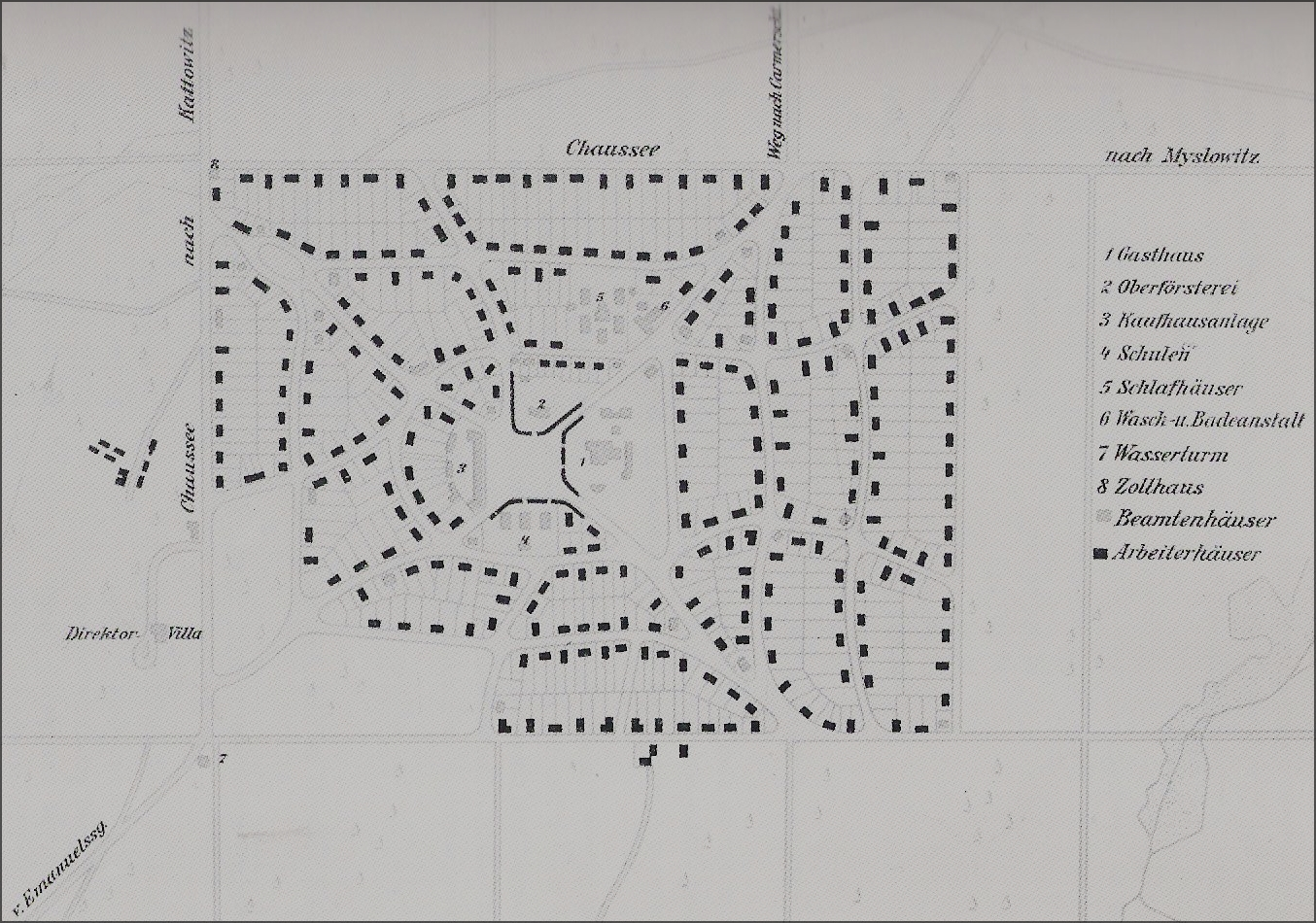
Pierwotny projekt osiedla robotniczego Giszowiec z 1910 roku, w niektórych miejscach różniący się od powstałego później osiedla; na planie znajduje się również ówczesna Ringstraße, jako ulica okrężna wokół obecnego placu Pod Lipami

Ulica Radosna została wytyczona i wbudowana wraz z wraz z całym osiedlem patronackim Giszowiec z inicjatywy ówczesnego dyrektora generalnego spółki Georg von Giesches Erben – Antona Uthemanna, w latach 1907–1910. Ulica ta, podobnie jak pozostałe na nowym osiedlu patronackim drogi wewnętrzne, posiadały nawierzchnię szutrową i były tej samej szerokości. W środku ulicy utwardzona jezdnia miała szerokość 3,5 m, a wzdłuż jezdni zbudowano brukowane rynsztoki obłożone darnią, a dalej znajdowały się ciągi dla pieszych. Nadano jej nazwę Ringstraße. Ówcześnie była ona ulicą okrężną, otaczającą Ring (obecnie plac Pod Lipami) od północy, zachodu i południa. Po 1922 roku nazwę drogi przemianowano na ulicę 1 Maja.
W czasie II wojny światowej ulica nosiła nazwę Horst Wessel straße. Po wojnie przywrócono przedwojenną nazwę ulicy – 1 Maja. Po 1951 roku ulicę przemianowano na ulicę Marii Curie-Skłodowskiej. Od 21 listopada 1962 droga ta nosi obecną nazwę – ulica Radosna. Według mapy z 1973 roku, autobusy nie kursowały wzdłuż tej ulicy, a jedynie przejeżdżały w trzech miejscach w kierunku placu Czerwonych.

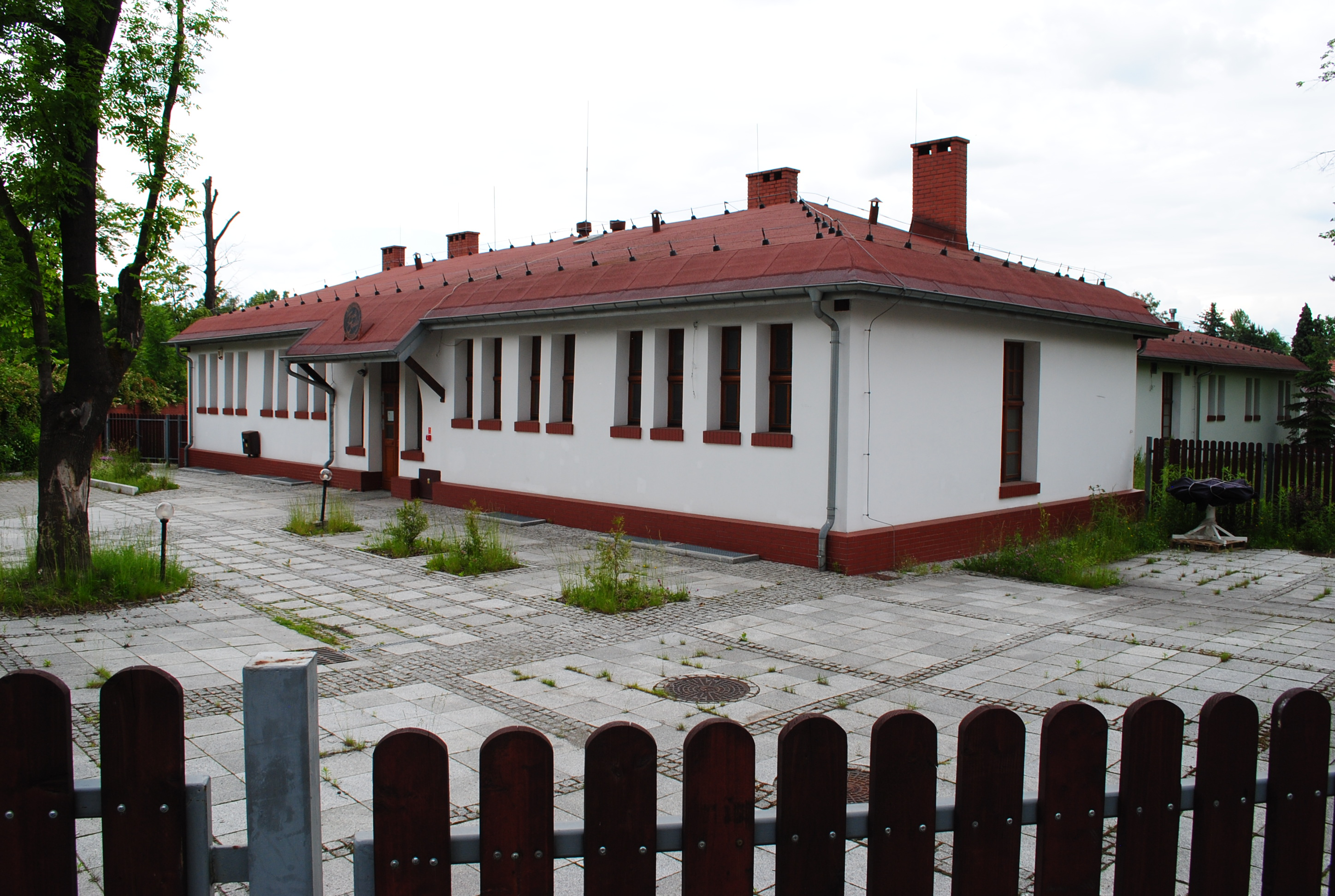
Budynek dawnej pralni i łaźni przy ul. Radosnej 35a

Aby zapewnić mieszkania dla coraz większej liczby górników powstałej w 1964 roku kopalni Staszic, w 1969 roku zapadła decyzja o wyburzeniu zabytkowego Giszowca (w tym domów przy obecnej ulicy Radosnej) i postawieniu na jego miejscu osiedla, złożonego z dziesięciopiętrowych wieżowców. Na przełomie lat 60. i 70. XX wieku rozpoczęto wyburzanie osiedla Giszowiec. Wyburzeniu groziło całe osiedle, dlatego też rozpoczęto działania celem jej uratowania. Przetrwała jedynie jedna trzecia części zabytkowej zabudowy. Doszło też do częściowego zmiany układu urbanistycznego – ulica Radosna uległa skróceniu do północnego fragmentu, łącząc się z ulicą Batalionów Chłopskich.
Układ urbanistyczny na całej obecnej długości ulicy Radosnej wraz z przyległymi budynkami 18 sierpnia 1978 roku wpisano do rejestru zabytków, co zaniechało planom przekształcenia placu i wyburzeniu wokół nich budynków. Wpisano wówczas do rejestru m.in. znajdujący się przy ulicy budynek pralni i łaźni. Ze względu na zły stan techniczny w 1980 roku budynki domu noclegowego przy ulicy Radosnej skreślono z rejestru zabytków i je wyburzono. Zachowano jedynie budynek dawnej kantyny. Według mapy z 1985 roku ulicą Radosną zaczęto już prowadzić ruch autobusowy. Ulicą kursowało wówczas pięć linii autobusowych: 12, 30, 72, 121 i 674.
7 maja 2002 roku budynek kantyny wpisano do rejestru zabytków. Budynek dawnej łaźni w części frontowej od lat 90. XX wieku zaczął pełnić funkcje gastronomiczne. W grudniu 2016 roku przeprowadzono renowację budynku, a tylne zabudowania gospodarcze rozbudowano.

## Zabytki

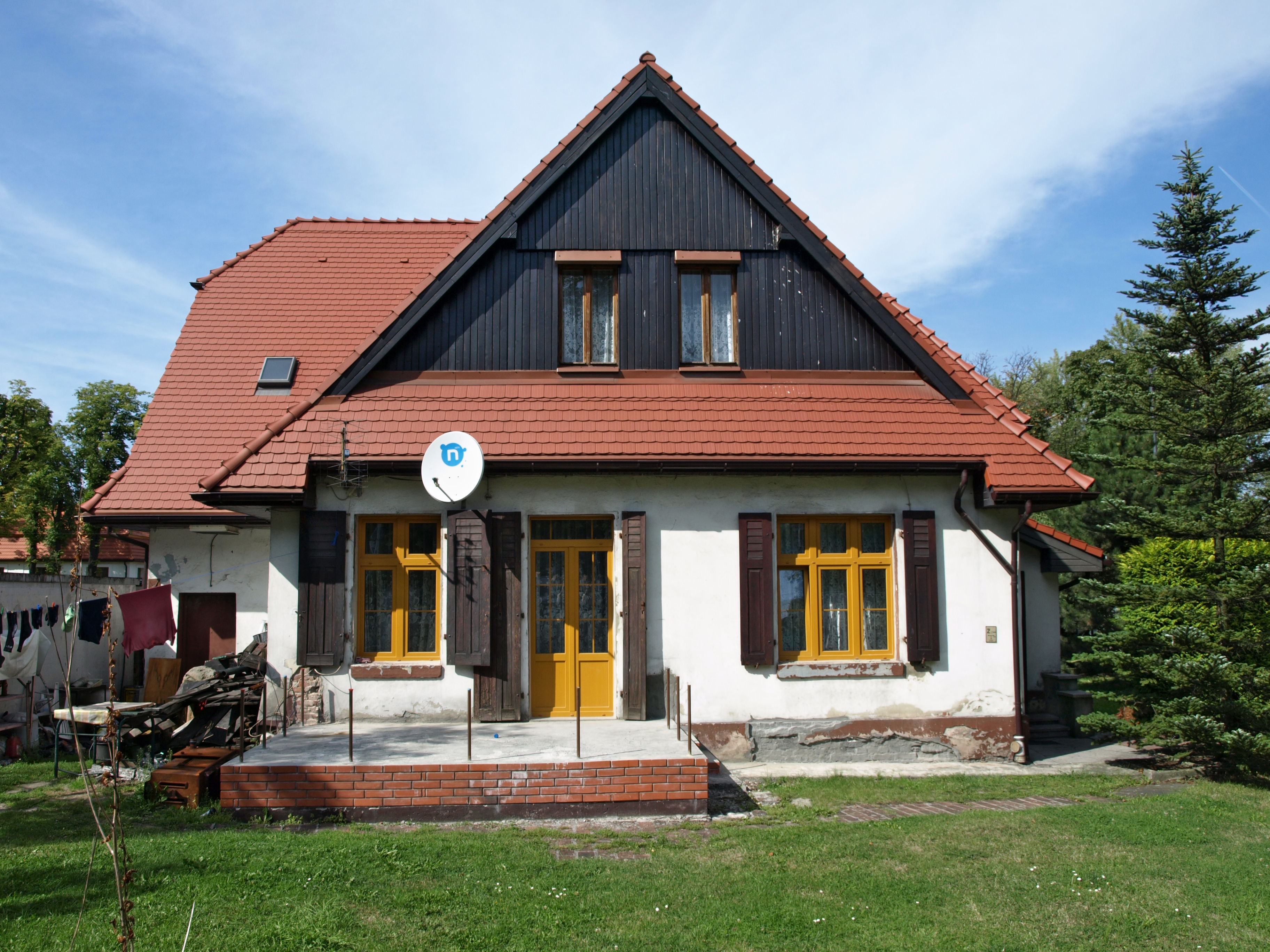
Zabytkowy dom urzędniczy (ul. Radosna 1)

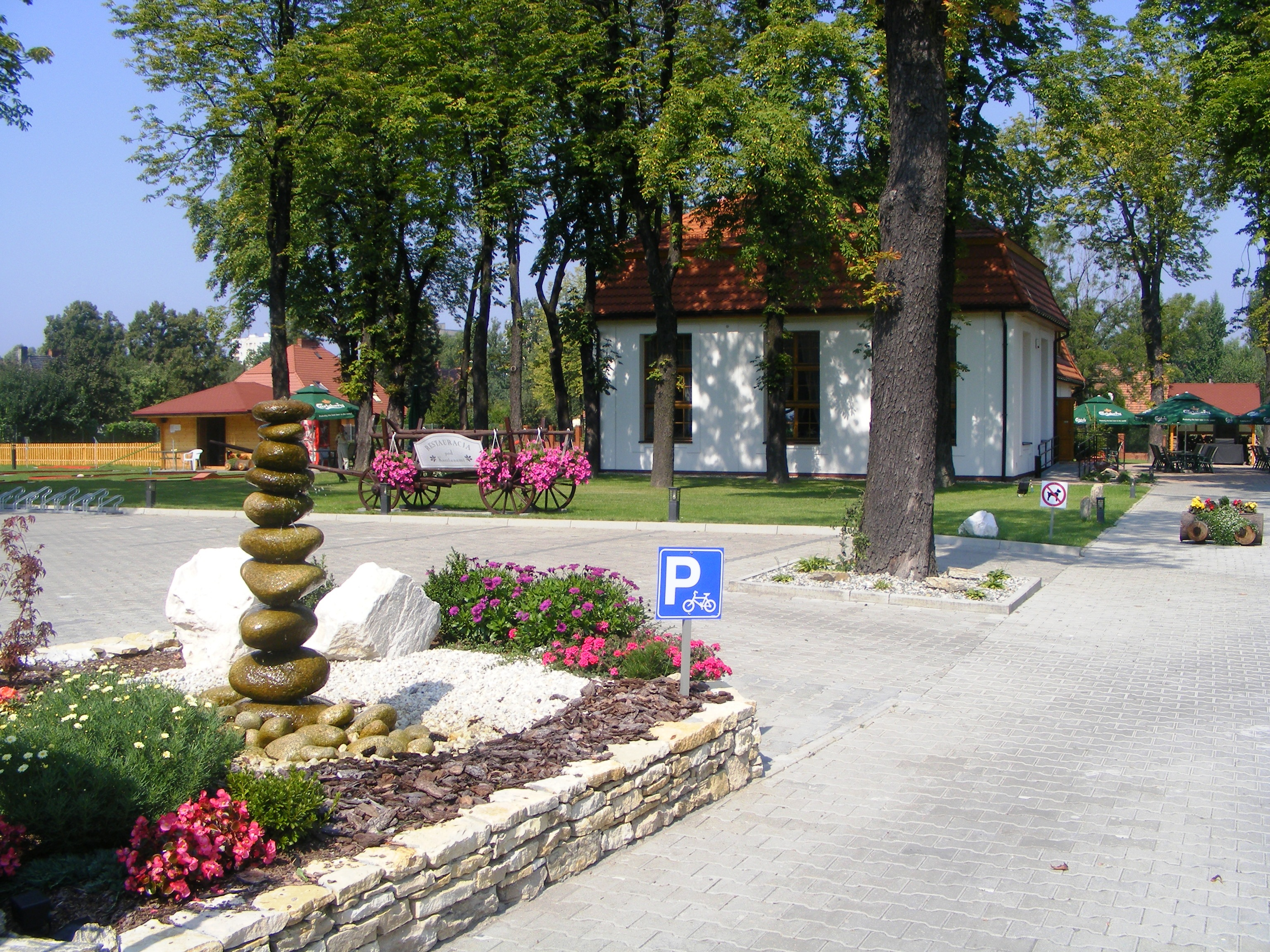
Zabytkowy budynek jadłodajni i kantyny (ul. Radosna 35)

Ulica Radosna jest drogą, przy której znajdują się zabytkowe obiekty. Sama również ulica, jako część układu urbanistycznego, wpisana jest do rejestru zabytków. Łącznie, do rejestru zabytków wpisane są następujące obiekty:
- układ urbanistyczno-przestrzenny osiedla Giszowiec z lat 1906–1940, w tym budynek pralni i łaźni (nr rej.: 1229/87 z 18 sierpnia 1978 roku)[19][4],
- dom urzędniczy, ul. Radosna 1 / Gościnna, z lat 1907–1912 (nr rej.: A/36/00 z 11 grudnia 2000 roku)[4],
- budynek jadłodajni i kantyny, ul. Radosna 35, z lat 1907–1912 (nr rej.: A/69/02 z 7 maja 2002 roku)[4].